# 긴테쓰닛폰바시역
긴테쓰닛폰바시역(일본어: 近鉄日本橋駅, きんてつにっぽんばしえき)은 일본 오사카부 오사카시 주오구에 있는 긴키 닛폰 철도의 역이다. 역 번호는 A02이다.

## 환승 노선
- 오사카 시영 지하철 - 닛폰바시 역
  -  사카이스지 선
  -  센니치마에 선

※ 또한, 지하철 주오 선과 긴테쓰 게이한나 선의 연결 승차권을 구입한 경우 지하철 닛폰바시 역과 직접 환승이 불가능하다.

## 역사
2009년 3월 20일에 한신 전기철도 한신 난바 선 개통에 맞추어 긴테쓰 난바 역, 우에혼마치 역이 각각 "오사카난바 역", "오사카우에혼마치 역"으로 변경되었으나 본 역의 역명 변경에 대해서는 보류되었다.
- 1970년 3월 15일: 긴테쓰 난바 선 개통과 동시에 영업 개시.
- 2007년 4월 1일: PiTaPa 사용 개시.

## 역 구조
상대식 승강장 2면 2선의 지하역이다. 승강장은 지하 3층에 위치하고 승강장의 유효 길이는 10량 편성분이다. 지하 1층에는 오사카 시 교통국 지하철 사카이스지 선 승강장이 대각선 위로 지하 2층에 센니치마에 선 승강장이 있다. 승강장 기둥의 색은 오렌지색이다. 개찰구는 지하 2층에 2곳이 설치되어 있으며 지하 1층에도 주간 시간대에만(12시부터 20시까지) 개방하는 개찰구가 1곳이 있어, 난바 워크(지하 상가)와 직결된다. 지하 2층 대합실의 입구는 오사카 시영 지하철 닛폰바시 역의 지하 1층에(사카이스지 선 내부의 개찰구 외) 설치되었으며, 지상 출입구는 지하철과 긴테쓰에서 공용된다. 정기권과 특급권은 역 창구로 자동 발매기에서 구입이 가능하다. 다만, 역 창구에서 정기권과 특급권 판매 시간은 정기권의 경우 평일과 토,휴일 포함 7시 ~ 10시 17 ~ 20시와 특급권은 평일 5시 30분 ~ 10시와 17시 ~ 23시 20분까지, 주말의 다이어로는 5시 30분 ~ 10시와 17 ~ 23시이다.

### 타는 곳
| 승강장 | 노선                               | 행선                                                                        |
| ------ | ---------------------------------- | --------------------------------------------------------------------------- |
| 1      | A 긴키 닛폰 철도 나라 선 (난바 선) | A 오사카우에혼마치 · 히가시하나조노 · 이코마 · 야마토사이다이지 · 나라 방면 |
| 2      | A 긴키 닛폰 철도 나라 선 (난바 선) | A 오사카난바 · 니시쿠조 · 아마가사키 · 고베 산노미야 방면                   |

※ 본 역에 특급은 정차하지 않기 때문에 오사카 선 쪽으로 갈 때는 오사카우에혼마치 역 또는 쓰루하시 역에서 환승을 해야 한다.

## 역 주변
- 도톤보리
- 닛폰바시
- 윈즈 도톤보리
- ESCALE 난바
- 난바 워크
- 오사카 센니치마에 우체국
- 오사카 센니치마에추오도리 우체국
- 윈즈도톤보리
- 국립 분라쿠 극장
- 오사카난바 워싱턴 호텔 플라자
- 구로몬 시장
- 다카시마야 역사관
- 한신 고속 15호 사카이 선
- 미스데라 묘지
- 오사카 적십자 혈액 센터

### 버스
오사카 시영 버스
니혼바시 1초메 정류장
- 73호 계통: 난바 역 행 / 우에혼마치 6초메・오이케바시・도부시조마에역・지하철 히라노 역 경유 데토 버스 터미널 행

## 사진

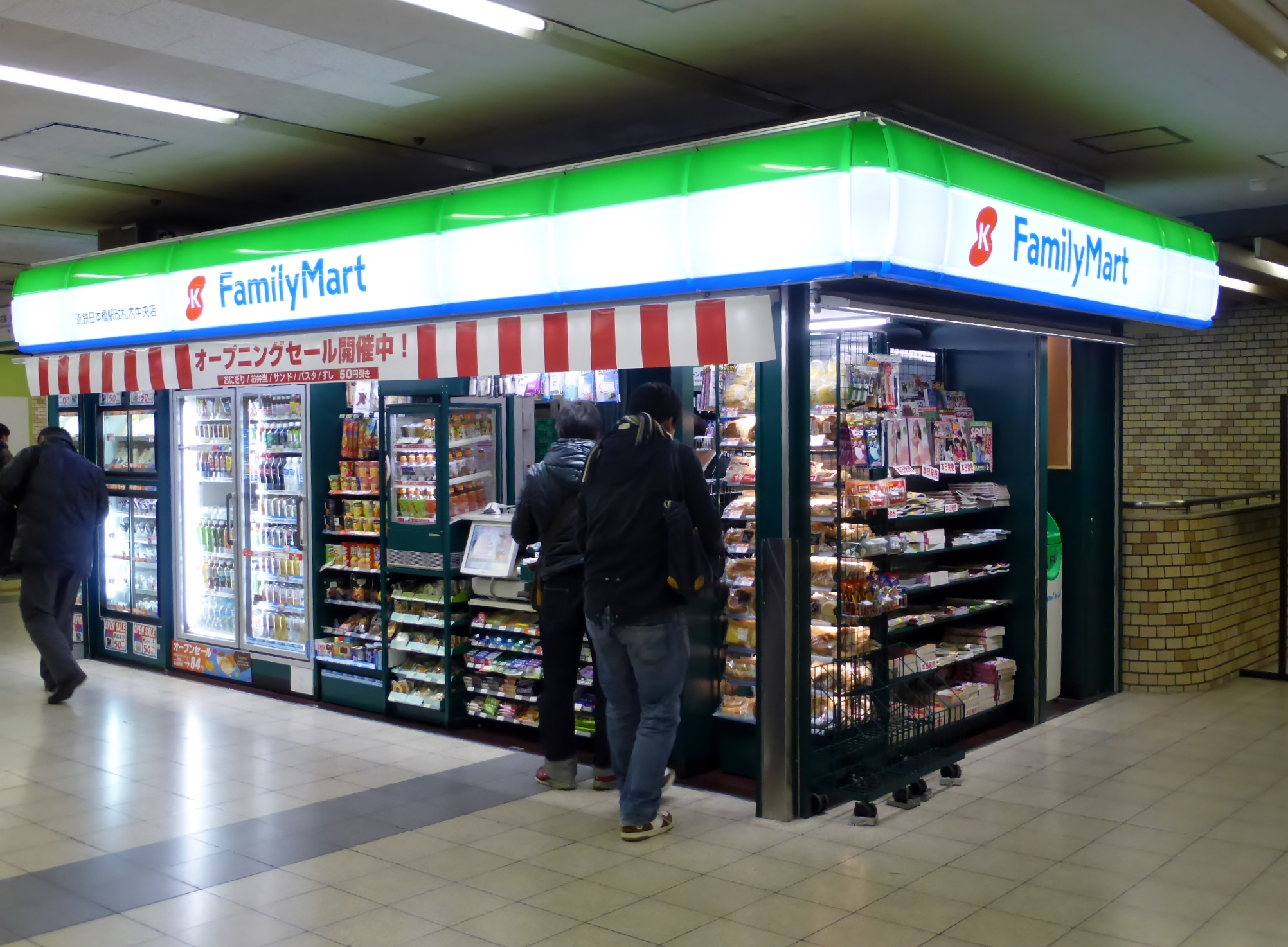
긴테쓰닛폰바시 역 훼미리마트 내 중앙 개찰구

## 인접역
| 긴키 닛폰 철도 A 긴키 닛폰 철도 나라 선 (난바 선) | 긴키 닛폰 철도 A 긴키 닛폰 철도 나라 선 (난바 선) | 긴키 닛폰 철도 A 긴키 닛폰 철도 나라 선 (난바 선) |
| ------------------------------------------------- | ------------------------------------------------- | ------------------------------------------------- |
| A01 / HS41 오사카난바 오사카난바 방면             | ■ 쾌속급행・■ 급행・■ 준급・■ 구간준급・■ 보통    | 오사카우에혼마치 A03 긴테쓰나라 방면              |